# Saqui barbut
Els saquis barbuts (Chiropotes) són un gènere de cinc micos del Nou Món. Viuen al nord-est de Sud-amèrica: al nord i el centre del Brasil, el sud de Veneçuela, Guyana, Surinam i la Guaiana Francesa. Es caracteritzen per la seva barba conspícua, que els cobreix tot el mentó, el coll i la part superior del pit i és més abundant en els mascles. La cua els serveix per balancejar-se però no és prènsil. Mesuren 32-51 cm i pesen 2-4 kg.